# Roa/Lunner
Roa/Lunner is een plaats in de Noorse gemeente Lunner, provincie Akershus. Roa/Lunner telt 1558 inwoners (2007) en heeft een oppervlakte van 2,24 km².